# Millard-Ratte
Die Millard-Ratte (Dacnomys millardi) ist eine Nagetierart aus der Gruppe der Altweltmäuse (Murinae).

## Allgemeines
Millard-Ratten sind relativ große Vertreter der Altweltmäuse mit langem Schwanz. Sie erreichen eine Kopfrumpflänge von 23 bis 29 Zentimetern, der Schwanz misst 31 bis 34 Zentimeter. Ihr dichtes, raues Fell ist an der Oberseite olivbraun bis graubraun gefärbt, die Unterseite ist in einem hellen Rotbraun gefärbt. Die Ohren sind klein und braun, der Schwanz ist mit feinen, kurzen Haaren bedeckt. Die Molaren sind hochkronig, die Zahnreihe ist sehr lang.
Millard-Ratten leben im östlichen Nepal, im nordöstlichen Indien, dem südlichen China und den angrenzenden Regionen Laos’ und Vietnams. Ihr Lebensraum sind gebirgige, immergrüne Wälder. Ansonsten ist über ihre Lebensweise nichts bekannt.
Es gibt nur wenige Sichtungen dieser Art, dementsprechend lassen sich auch keine genauen Angaben zum Gefährdungsgrad machen. Die IUCN führt die Millard-Ratte unter „zu wenig Daten vorhanden“ (data deficient).

## Systematik
Die Millard-Ratte ist bei Wilson & Reeder (2005) Namensgeber der Dacnomys-Gruppe, einer in Südostasien verbreiteten Gruppe, die daneben noch die Gattungen Mindoro-Ratten (Anonymomys), Fea-Baumratten (Chiromyscus), Langschwanz-Riesenratten (Leopoldamys), Weißbauchratten (Niviventer) und Sri-Lanka-Ratten (Srilankamys) umfasst. Auch die neuentdeckten Arten Saxatilomys paulinae und Tonkinomys daovantieni gehören vermutlich hierher.
Nach den genetischen Untersuchungen von Lecompte et al. (2008) sind die Tiere der Dacnomys-Gruppe Teil einer vorwiegend in Südostasien, Neuguinea und Australien verbreiteten Radiation der Altweltmäuse, den Rattini. Diese Radiation umfasst noch die Crunomys-Gruppe, die Maxomys-Gruppe, die Micromys-Gruppe und die Rattus-Gruppe.